# Ron Montilla
Montilla (chamado Ron Montila ou Rum Montilla) é uma marca de rum e vodca de propriedade do conglomerado empresarial francês Pernod Ricard. É comercializado no Brasil desde 1957 pela Seagram, conglomerado de bebidas Canadense que, em 2000, foi comprado pela Pernod Ricard.
Montilla nasceu no ano de 1957, e teve seu nome originado na Espanha, tendo o município espanhol Montilla emprestado seu nome. Ron é "rum" em espanhol. Em 2019, a marca expandiu seu portfólio, lançando a Vodca Montilla tridestilada. 
O Rum Montilla tem mais de 74,8% de uso no Brasil, e mais de 90,6% na região do Nordeste na indústria de rum, sendo o campeão absoluto de vendas no país, vendido nas embalagens 1 Litro, 700ml e 250ml.